# Pat Cash
Patrick Hart »Pat« Cash, avstralski tenisač, * 27. maj 1965, Melbourne, Avstralija.
Pat Cash je nekdanja številka štiri na moški teniški lestvici in zmagovalec enega posamičnega turnirja za Grand Slam, še dvakrat pa je zaigral v finalu. Uspeh kariere je dosegel z zmago na turnirju za Odprto prvenstvo Anglije leta 1987, ko je v finalu v treh nizih premagal Ivana Lendla. Dvakrat se je uvrstil v finale na turnirjih za Odprto prvenstvo Avstralije, v letih 1987, ko ga je v petih nizih premagal Stefan Edberg, in 1988, ko ga je v petih nizih premagal Mats Wilander. Na turnirjih za Odprto prvenstvo ZDA se je najdlje uvrstil v polfinale leta 1984, na turnirjih za Odprto prvenstvo Francije pa v četrti krog leta 1988. Najvišjo uvrstitev na moški teniški lestvici je dosegel s četrtim mestom, ki ga je dosegel 9. maja 1988. Leta 1984 je nastopil na olimpijskem turnirju.

## Posamični finali Grand Slamov (3)

### Zmage (1)
| Leto | Turnir                   | Nasprotnik v finalu | Rezultat finala  |
| 1987 | Odprto prvenstvo Anglije | Ivan Lendl          | 7–6(5), 6–2, 7–5 |

### Porazi (2)
| Leto | Turnir                      | Nasprotnik v finalu | Rezultat finala            |
| 1987 | Odprto prvenstvo Avstralije | Stefan Edberg       | 3–6, 4–6, 6–3, 7–5, 3–6    |
| 1988 | Odprto prvenstvo Avstralije | Mats Wilander       | 3–6, 7–6(3), 6–3, 1–6, 6–8 |